# 第80屆威尼斯影展
第80屆威尼斯影展於2023年8月30日至9月9日在義大利威尼斯麗都島舉行。評審團主席由美國導演達米恩·查澤雷擔任。榮譽金獅獎由義大利導演莉莉安娜·卡瓦尼和香港演員梁朝偉共同獲得。

## 評審團

### 正式競賽[7][8]
- 達米恩·查澤雷：導演。（評審團主席）
- 沙勒·拜克利（阿拉伯语：صالح بكري）：演員。
- 珍·康萍：導演、編劇、監製。
- 米雅·韓桑-露芙：導演、編劇。
- 蓋布瑞爾·曼尼蒂（意大利语：Gabriele Mainetti）：導演、演員、作曲、監製。
- ／ 馬丁·麥克唐納：導演、編劇。
- 桑迪亞哥·米特雷：導演、編劇。
- 蘿拉·柏翠絲：導演。
- 舒淇：演員。

### 地平線[9][10]
- 喬納斯·卡皮納諾（意大利语：Jonas Carpignano）：導演。（評審團主席）
- 卡勞瑟爾·賓·汗耶（阿拉伯语：كوثر بن هنية）：導演、編劇。
- 卡利爾·約瑟夫（英语：Kahlil Joseph (filmmaker)）：導演、藝術家。
- 讓-保羅·薩洛梅（法语：Jean-Paul Salomé）：導演、編劇。
- 特里西婭·塔特爾：影展總監、策展人。

### 未來獅子獎[11][12]
- 愛麗絲·迪歐普（法语：Alice Diop）：導演。（評審團主席）
- 法奧齊·班沙迪（阿拉伯语：فوزي بنسعيدي）：演員、導演、編劇。
- 勞拉·西塔雷拉（西班牙语：Laura Citarella）：導演、監製。
- 安德烈亞·德西卡（意大利语：Andrea De Sica）：導演、編劇。
- 克蘿伊·多蒙：作家、導演。

### 威尼斯經典獎[13]
- 安迪亞·帕勞洛（意大利语：Andrea Pallaoro）：導演、編劇。（評審團主席）
- 24位電影系學生。

### 獨立評審團

#### 威尼斯日[14]
- 朱奧·佩德洛·羅德利蓋斯：導演、編劇、剪輯、演員、監製。（評審團主席）
- 27名歐洲青年組建而成的特別評審團。

## 官方單元

### 正式競賽
以下電影被選定為競賽片，並依首映日期排序，可角逐最高榮譽金獅獎：
| 中文片名                | 原文片名              | 導演                            | 製作國                        |
| ----------------------- | --------------------- | ------------------------------- | ----------------------------- |
| 《指揮官》（開幕片）    | Comandante            | 艾多阿爾多·德·安傑利斯          | 義大利                        |
| 《伯爵》                | El Conde              | 帕布羅·拉瑞恩                   | 智利                          |
| 《法拉利》              | Ferrari               | 麥可·曼恩                       | 美国                          |
| 《人犬》‡               | DogMan                | 盧·貝松                         | 法國                          |
| 《荒蕪之地·應許之心》   | Bastarden             | 尼科萊·阿爾賽                   | 丹麦、 德国、 瑞典            |
| 《可憐的東西》          | Poor Things           | 尤格·藍西莫                     | 英国                          |
| 《黎明終至》            | Finalmente l'alba     | 薩維里奧·康斯坦佐               | 義大利                        |
| 《柔板》                | Adagio                | 斯特法諾·索利瑪                 | 義大利                        |
| 《大師風華：真愛樂章》‡ | Maestro               | 布萊德利·庫柏                   | 美国                          |
| 《愛的時空效應》        | Die Theorie von Allem | 提姆·克羅格                     | 德国、 奥地利、 瑞士          |
| 《超時空愛殺》          | La Bête               | 貝特朗·波尼洛                   | 法國、 加拿大                 |
| 《殺手》                | The Killer            | 大衛·芬奇                       | 美国                          |
| 《邪惡根本不存在》      | 悪は存在しない        | 濱口龍介                        | 日本                          |
| 《貓王與我》            | Priscilla             | 蘇菲亞·柯波拉                   | 美国、 義大利                 |
| 《邊境無間》            | Zielona granica       | 安格妮茲卡·賀蘭                 | 捷克、 波蘭、 法國、 比利时   |
| 《艾納》                | Enea                  | 彼得羅·卡斯特里托               | 義大利                        |
| 《少年的漂浪旅程》      | Io capitano           | 馬泰歐·賈洛尼                   | 義大利、 比利时               |
| 《美國不平等的起源》    | Origin                | 艾娃·杜威內                     | 美国                          |
| 《魔女荷莉》            | Holly                 | 費恩·崔奇                       | 比利时、 荷蘭、 盧森堡、 法國 |
| 《流浪吉普賽》          | Lubo                  | 吉奧吉歐·蒂利提                 | 義大利、 瑞士                 |
| 《女人的……》‡           | Kobieta z...          | 瑪寇札塔·叔莫斯卡 麥克·英格勒特 | 波蘭、 瑞典                   |
| 《愛情過季》            | Hors saison           | 史蒂芬·布塞                     | 法國                          |
| 《記憶》                | Memory                | 米歇爾·法蘭科                   | 墨西哥、 美国                 |

‡ 表示為LGBT題材電影，可角逐酷兒獅獎。

### 非競賽片
以下電影選定為非競賽片放映：
| 中文片名                           | 原文片名                           | 導演                             | 製作國                      |
| 劇情片                             | 劇情片                             | 劇情片                           | 劇情片                      |
| ---------------------------------- | ---------------------------------- | -------------------------------- | --------------------------- |
| 《時間的秩序》                     | L'ordine del tempo                 | 莉莉安娜·卡瓦尼                  | 義大利、 比利时             |
| 《亨利·休格的神奇故事》            | The Wonderful Story of Henry Sugar | 魏斯·安德森                      | 美国                        |
| 《瑞士华庭》                       | The Palace                         | 羅曼·波蘭斯基                    | 義大利、 瑞士、 波蘭、 法國 |
| 《復仇邁阿密之惡魔殲滅者雄霸天下》 | AGGRO DR1FT                        | 哈蒙尼·科林                      | 美国                        |
| 《凯恩号哗变》                     | The Caine Mutiny Court-Martial     | 威廉·佛雷金                      | 美国                        |
| 《片場》                           | Making of                          | 塞德烈·卡恩                      | 法國                        |
| 《懺悔者：一個理性的人》           | The Penitent - A Rational Man      | 盧卡·巴巴拉斯基                  | 義大利                      |
| 《幸运一击》                       | Coup de chance                     | 伍迪·艾倫                        | 法國、 英国                 |
| 《职业杀手》                       | Hit Man                            | 李察·林克雷特                    | 美国                        |
| 《雪豹》                           | 《雪豹》                           | 萬瑪才旦                         | 中国                        |
| 《活著》                           | Vivants                            | 愛麗絲·杜拉波特                  | 法國、 比利时               |
| 《達達達達達利！》                 | Daaaaaali!                         | 昆汀·杜皮爾                      | 法國                        |
| 《绝境盟约》 （閉幕片）            | La sociedad de la nieve            | 胡安·安東尼奧·巴亞納             | 乌拉圭、 西班牙、 智利      |
| 紀錄片                             |                                    |                                  |                             |
| 《好萊塢之門》                     | Hollywoodgate                      | 易卜拉欣·納沙特                  | 德国、 美国                 |
| 《歡樂菜單》                       | Menus Plaisirs - Les Troisgros     | 佛雷德里克·懷斯曼                | 法國、 美国                 |
| 《坂本龍一：OPUS》                 | Ryuichi Sakamoto｜Opus             | 空音央                           | 日本                        |
| 《在格爾尼卡面前》                 | Frente a Guernica                  | 耶萬特·賈尼基安 安琪拉·里奇·盧奇 | 義大利                      |
| 《恩佐·賈納奇：我也來了》          | Enzo Jannacci vengo anch'io        | 喬吉奧·維爾德利                  | 義大利                      |
| 《愛》                             | Amor                               | 維吉尼亞·埃勒特里·塞皮耶里       | 義大利、 立陶宛             |
| 影集                               |                                    |                                  |                             |
| 《銀與血》（1-12集）               | D'argent et de sang                | 札維耶·賈諾利 弗雷德里克·普朗雄  | 法國、 比利时               |
| 《我了解你的靈魂》（1–2集）        | Znam kako dišeš                    | 艾倫·德爾耶維奇 內明·哈姆扎吉奇  |                             |
| 短片                               |                                    |                                  |                             |
| 《歡迎來到天堂》                   | Welcome To Paradise                | 李歐納多·柯斯坦佐                | 義大利                      |

### 地平線
以下電影被選定為地平線，可角逐該單元最高榮譽地平線獎：
| 中文片名                    | 原文片名                                       | 導演                                | 製作國                                             |
| 正式競賽                    | 正式競賽                                       | 正式競賽                            | 正式競賽                                           |
| --------------------------- | ---------------------------------------------- | ----------------------------------- | -------------------------------------------------- |
| 《開闊的天空》              | A cielo abierto                                | 瑪莉安娜·阿里亞加 聖地亞哥·阿里亞加 | 墨西哥、 西班牙                                    |
| 《天堂》                    | El Paraíso                                     | 恩里科·馬利亞·艾塔勒                | 義大利                                             |
| 《群山之後》                | وراء الجبل                                     | 穆罕默德·班·阿提亞                  | 突尼西亞、 比利时、 法國、 義大利、 沙烏地阿拉伯、 |
| 《紅色行李箱》              | The Red Suitcase                               | 菲德爾·德夫科塔                     | 尼泊尔                                             |
| 《天堂正在燃燒》‡           | Paradiset brinner                              | 米卡·古斯塔夫森                     | 瑞典                                               |
| 《拳王佩普的第232個發薪日》 | The Featherweight                              | 羅伯特·克洛德尼                     | 美国                                               |
| 《無名之地》                | Invelle                                        | 西蒙尼·馬西                         | 義大利、 瑞士                                      |
| 《自殘》                    | Tereddüt çİzgİsİ                               | 塞爾曼·納卡爾                       | 土耳其                                             |
| 《柔道場》                  | Tatami                                         | 蓋·那提 扎拉·阿米尔·阿布拉希米      | 、 美国                                            |
| 《冷漠怪》‡                 | Sem Coração                                    | 奈拉·諾曼德 蒂奧                    | 巴西、 法國、 義大利                               |
| 《無盡的星期天》            | Una sterminata domenica                        | 艾倫·帕羅尼                         | 義大利                                             |
| 《薩滿男孩》                | Сэр сэр салхи                                  | 拉赫格瓦杜蘭·普列夫-奧基爾          | 法國、 蒙古国、 葡萄牙、 荷蘭、 德国、             |
| 《一切的解釋》              | Magyarázat mindenre                            | 加博爾·雷伊斯                       | 匈牙利、 斯洛伐克                                  |
| 《汽油彩虹》                | Gasoline Rainbow                               | 比爾·羅斯四世 特納·羅斯             | 美国                                               |
| 《等待黑夜》                | En attendant la nuit                           | 席琳·魯澤                           | 法國、 比利时                                      |
| 《家政初學者》‡             | Domakinstvo za pocetnici                       | 戈蘭·斯托列夫斯基                   | 北馬其頓、 波蘭、 塞爾維亞、 科索沃                |
| 《火影》                    | ほかげ                                         | 塚本晉也                            | 日本                                               |
| 《宗教宿舍》‡               | Yurt                                           | 奈赫義·都納                         | 土耳其、 德国、 法國                               |
| 短片競賽                    |                                                |                                     |                                                    |
| 《艾塔娜》                  | Aitana                                         | 瑪麗娜·阿爾貝蒂                     | 西班牙                                             |
| 《海鹽》                    | Sea Salt                                       | 萊拉·巴斯瑪                         | 捷克                                               |
| 《短程旅行》                | A Short Trip                                   | 埃雷尼克·貝奇里                     | 法國                                               |
| 《如果太陽落入雲海會怎樣》  | Et si le soleil plongeait dans l'océan de nues | 維薩姆·沙洛夫                       | 法國、 黎巴嫩                                      |
| 《漫步奇觀》                | Wander to Wonder                               | 尼娜·甘茨                           | 荷蘭、 比利时、 法國、 英国                        |
| 《肉販》                    | The Meatseller                                 | 瑪格麗塔·朱斯蒂                     | 義大利                                             |
| 《潛水》                    | Dive                                           | 阿爾多·尤利亞諾                     | 義大利                                             |
| 《區域男孩》                | Area Boy                                       | 伊吉·倫敦                           | 英国                                               |
| 《想起來真痛不欲生》        | Cross My Heart And Hope To Die                 | 山姆·馬納克薩                       | 菲律賓                                             |
| 《柏樹陰影下》              | Dar saaye sarv                                 | 侯賽因·莫拉耶米 希琳·索哈尼         | 伊朗                                               |
| 《波哥大的故事》            | Bogotá Story                                   | 埃斯特班·佩德拉薩                   | 哥伦比亚                                           |
| 《短片故事》                | 《短片故事》                                   | 鄔浪                                | 中国                                               |

‡ 表示為LGBT題材電影，可角逐酷兒獅獎。

### 威尼斯經典
以下電影被選為威尼斯經典： 
| 中文片名                              | 原文片名                   | 導演              | 製作國                 |
| 威尼斯經典                            | 威尼斯經典                 | 威尼斯經典        | 威尼斯經典             |
| ------------------------------------- | -------------------------- | ----------------- | ---------------------- |
| 《衝擊力工作者的生活》（1972年）      | Slike iz života udarnika   | 巴赫魯丁·琴吉奇   | 南斯拉夫               |
| 《食人族殘酷世界》（1977年）          | Ultimo mondo cannibale     | 魯格羅·德奧達托   | 義大利                 |
| 《太陽溪農場的麗貝卡》（1938年）      | Rebecca of Sunnybrook Farm | 艾倫·德萬         | 美国                   |
| 《夢中情人》（1982年）                | One from the Heart         | 法蘭西斯·柯波拉   | 美国                   |
| 《大法師》（1973年）                  | The Exorcist               | 威廉·佛雷金       | 美国                   |
| 《臨陣退縮》（1964年）                | King and Country           | 約瑟夫·羅西       | 英国                   |
| 《天堂之日》（1978年）                | Days of Heaven             | 泰倫斯·馬利克     | 美国                   |
| 《口琴》（1973年）                    | سازدهنی                    | 阿米爾·納德瑞     | 伊朗                   |
| 《父親在世時》（1942年）              | 父ありき                   | 小津安二郎        | 日本                   |
| 《遠祖的陰影》（1965年）              | Ті́ні забу́тих пре́дків       | 謝爾蓋·帕拉贊諾夫 | 乌克兰                 |
| 《深深的腥紅：導演版》（1996年）      | Profundo Carmesí           | 奧圖羅·利普斯坦   | 墨西哥、 西班牙、 法國 |
| 《工薪女孩》（1974年）                | The Working Girls          | 斯蒂凡·羅斯曼     | 美国                   |
| 《狩獵》（1966年）                    | La caza                    | 卡洛斯·索拉       | 西班牙                 |
| 《滄桑奇女子》（1953年）              | La provinciale             | 馬里奧·索達蒂     | 義大利                 |
| 《搬家》（1993年）                    | お引越し                   | 相米慎二          | 日本                   |
| 《安德烈·盧布列夫：導演版》（1966年） | Андрей Рублёв              | 安德烈·塔可夫斯基 | 苏联                   |
| 《創造物》（1965年）                  | Les Créatures              | 安妮·華達         | 法國                   |
| 《小美人》（1951年）                  | Bellissima                 | 盧奇諾·維斯孔蒂   | 義大利                 |
| 《妖街皇后》（1995年）                | 《妖街皇后》（1995年）     | 楊凡              | 英屬香港               |
| 非競賽                                |                            |                   |                        |
| 《吉娜的肖像》（1958年）              | Portrait of Gina           | 奧森·威爾斯       | 美国                   |

## 平行單元

### 威尼斯日
以下電影入選第20屆威尼斯日單元：
| 中文片名                         | 原文片名                                        | 導演                    | 製作國                     |
| 正式競賽                         | 正式競賽                                        | 正式競賽                | 正式競賽                   |
| -------------------------------- | ----------------------------------------------- | ----------------------- | -------------------------- |
| 《後台》                         | Backstage                                       | 阿費夫·班·馬哈茂德      | 摩洛哥、 突尼西亞、 比利时 |
| 《煮徒日記》                     | Coup!                                           | 奧斯汀·史塔克 約瑟·舒曼 | 美国                       |
| 《他方的歌聲》                   | 彼方のうた                                      | 杉田協士                | 日本                       |
| 《黑白海洋》                     | Los océanos son los verdaderos continentes      | 托馬索·聖塔姆布羅焦     | 義大利、 古巴              |
| 《奶白人生》                     | Melk                                            | 史蒂芬妮·寇克           | 荷蘭                       |
| 《夜，黑不黑》                   | Quitter la nuit                                 | 德爾菲娜·吉拉德         | 比利时、 加拿大、 法國     |
| 《法女出走日本》                 | Sidonie au Japon                                | 艾莉絲·吉拉德           | 法國                       |
| 《五月雪》                       | Snow in Midsummer                               | 張吉安                  | 马来西亚、 臺灣、 新加坡   |
| 《人道主義吸血鬼徵求自願獻身者》 | Vampire humaniste cherche suicidaire consentant | 亞希安·路易-塞茲        | 加拿大                     |
| 《私密笙歌》                     | Sobre todo de noche                             | 維克托·伊利亞特         | 西班牙                     |
| 《卡門的夏天》‡                  | Το Καλοκαίρι της Κάρμεν                         | 撒迦利亞·馬夫羅迪斯     | 希腊                       |

‡ 表示為LGBT題材電影，可角逐酷兒獅獎。

## 獎項

### 官方獎項[17]
正式競賽
- 金獅獎：《可憐的東西》– 尤格·藍西莫
- 評審團大獎：《邪惡根本不存在》– 濱口龍介
- 最佳導演銀獅獎：馬泰歐·賈洛尼 – 《少年的漂浪旅程》
- 最佳女演員獎：卡莉·史派妮 –《貓王與我》
- 最佳男演員獎：彼得·賽斯嘉 –《記憶（英语：Memory (2023 film)）》
- 最佳劇本獎：吉列爾莫·卡爾德隆（西班牙语：Guillermo Calderón）、帕布羅·拉瑞恩 –《伯爵》
- 評審團特別獎：《邊境無間（波兰语：Zielona granica (film)）》– 安格妮茲卡·賀蘭
- 最佳新演員獎：塞杜·薩爾 – 《少年的漂浪旅程》

地平線
- 最佳影片：《一切的解釋（匈牙利语：Magyarázat mindenre）》– 加博爾·雷伊斯（匈牙利语：Reisz Gábor）
- 最佳導演獎：米卡·古斯塔夫森（瑞典语：Mika Gustafson） –《天堂正在燃燒（瑞典语：Paradiset brinner）》
- 評審團特別獎：《無盡的星期天（意大利语：Una sterminata domenica）》– 艾倫·帕羅尼
- 最佳女演員：瑪格麗塔·蘿莎·德·法蘭西斯可（西班牙语：Margarita Rosa De Francisco） –《天堂（意大利语：El paraíso (film)）》
- 最佳男演員：特爾格爾·博爾德-額爾德尼 –《薩滿男孩》
- 最佳劇本獎：恩里科·馬利亞·艾塔勒（意大利语：Enrico Maria Artale） –《天堂（意大利语：El paraíso (film)）》
- 最佳短片：《短途旅行》– 埃雷尼克·貝奇里

地平線附加
- 阿瑪尼美妝觀眾票選獎：《幸福》– 米凱拉·拉馬佐蒂

路易吉·德·勞倫蒂斯-未來獅子獎
- 未來之獅獎（意大利语：Leone del futuro - Premio Venezia opera prima "Luigi De Laurentiis"）：《愛是一把槍》– 李鴻其

威尼斯經典獎
- 最佳修復電影：《搬家（日语：お引越し (映画)）》– 相米慎二
- 最佳紀錄片：《非常感謝》– 亞歷克斯·布雷弗曼

威尼斯沉浸式競賽
- 威尼斯沉浸大獎：《獻給路人的歌曲》– 席琳·戴門
- 評審團特別獎：《流動》– 阿德里安·洛克曼
- 成就獎：《皇帝》– 瑪麗恩·伯格、伊蘭·科恩

#### 特別獎
- 榮譽金獅獎：莉莉安娜·卡瓦尼、梁朝偉
- 導演萬歲獎（意大利语：Premio Jaeger-LeCoultre Glory to the Filmmaker）：魏斯·安德森[18]
- 坎帕里電影激情獎：東尼諾·柔拉（意大利语：Tonino Zera）[19]

### 會外獎項[20]
費比西獎
- 正式競賽：《邪惡根本不存在》– 濱口龍介
- 地平線：《無盡的星期天》– 艾倫·帕羅尼

酷兒獅獎
- 酷兒獅獎：《家政初學者》– 戈蘭·斯托列夫斯基

青年電影獎
- 最佳外國電影：《邊境無間（波兰语：Zielona granica (film)）》– 安格妮茲卡·賀蘭
- 最佳義大利電影：《天堂》– 恩里科·馬利亞·艾塔勒（意大利语：Enrico Maria Artale）

穆薩電影與藝術獎
- 電影藝術獎特別提及：《五月雪》– 張吉安

## 外部連結
- 官方网站